# Alberto Marcos Martín
Alberto Marcos Martín (Buenavista de Valdavia, Palencia, 21 de mayo de 1953). Catedrático de Historia Moderna de la Universidad de Valladolid y correspondiente de la Real Academia de la Historia. Del 2006 al 2008 ha ejercido como director del Instituto de Historia Simancas de dicha universidad. Está especializado en el estudio de la historia social y económica de la Monarquía española entre los siglos XVI y XVII. Miembro de la Institución Tello Téllez de Meneses desde el 30 de mayo de 2003. 

## Obra

### Libros
- Auge y declive de un núcleo mercantil y financiero de Castilla la Vieja. Evolución demográfica de Medina del Campo durante los siglos XVI y XVII (Valladolid, 1978)
- Economía, Sociedad, Pobreza en Castilla: Palencia, 1500-1814 (Palencia, 1985)
- De esclavos a señores. Estudios de Historia Moderna (Valladolid, 1992)
- España en los siglos XVI, XVII y XVIII. Economía y sociedad (Barcelona, 2000) ISBN 978-84-8432-022-7

### Artículos
- Marcos Martín, Alberto (2003). "Desde la hoja del monte hasta la piedra del río...": La venta al Duque de Lerma de las once villas de Behetría de Castilla la Vieja. (74). Publicaciones de la Institución Tello Téllez de Meneses. ISSN 0210-7317, pags. 49-113. Descargar

- Marcos Martín, Alberto (2003). Iglesia y beneficencia en Castilla durante el Antiguo Régimen (51). ISSN 1136-4343, pags. 87-96. Texto « Torre de los Lujanes: Boletín de la Real Sociedad Económica Matritense de Amigos del País » ignorado (ayuda)